# Franz Schubert (Genealoge)
Franz Schubert (* 21. April 1917 in Neubrandenburg; † 25. Juni 2001 in Kitzingen) war ein deutscher Kaufmann, Verleger und Genealoge.
Franz Schubert war Sohn eines aus Stavenhagen stammenden Studienrates. Er machte 1935 in Neubrandenburg sein Abitur, wurde zuerst Reichsarbeitsdienstführer und dann Offizier bei den Pionieren der Wehrmacht. Nach Ende des Krieges arbeitete Schubert in der Büromaschinenbranche, zuletzt als Geschäftsführer der Firma Rotowerke in Königslutter und Copygraph in Hannover. Seit 1976 wohnte Schubert in Göttingen und zog dann nach Kitzingen.
Nach Eintritt in den Ruhestand wandte sich Schubert der Genealogie zu. Er schrieb dazu:

„Bei der Wiederaufnahme meiner Ahnenforschung nach meinem Ausscheiden aus der Industrie stieß ich auf die damals in Göttingen lagernden Beichtkinderverzeichnisse und stellte fest, wieviel Ansatzpunkte sich aus diesen Berichten für meine Arbeit ergaben. Ich erlebte aber auch, mit wieviel Fleiß sich die Familienforscher hier im Archiv an die Arbeit machen, wieviel Doppel- und Mehrfacharbeit dabei geleistet wird, fand vor allem, wie nützlich es sein müßte, das mühsame Durchlesen der mehr als 4000 Seiten durch ein Namensregister zu erleichtern. Ein solches stellte ich zusammen und gab es schon Mitte 1977 an das Domarchiv Ratzeburg, an das Staats- und an das Kirchenarchiv in Schwerin und natürlich an das Göttinger Archivlager. Ich verhandelte dann lange mit der Stiftung Mecklenburg über die Finanzierung der Druckkosten. Als wir damit nicht so recht vorankamen, führte mich die alljährliche Bundeskulturtagung der Landsmannschaft Mecklenburg in Bad Bevensen mit Prof. Dr. Roderich SCHMIDT und mit Archivrat a.D. Dr. Georg TESSIN zusammen. Hier ergab sich dann der Entschluß, nicht nur die Namen aus den Beichtkinderverzeichnissen, sondern den gesamten Text zu veröffentlichen. Während dieser Bevensen-Tagung entschloß ich mich auch, die Arbeit im Selbstverlag auf dem Wege einer Subskription zu vertreiben, ein Wagnis, das mir fast auf Anhieb das Risiko abnahm, so daß die Finanzierung schon nach wenigen Wochen gesichert war.“

Franz Schubert ist Begründer der Quellen und Schriften zur Bevölkerungsgeschichte Norddeutschlands.

## Veröffentlichungen (Auswahl)
- Trauregister aus den Kirchenbüchern 1701–1750. Teil 5. Generalsuperintendentur Gandersheim, Göttingen 1997.